# Crkva sv. Filipa i Jakova u Koscima
Crkva sv. Filipa i Jakova u Koscima kod Tuzle je rimokatolička crkva. Filijalna je crkva tuzlanske samostanske župe sv. Petra i Pavla.

## Povijest
Prije ove crkve u Koscima je bila drvena kapela u kojoj su se vjernici okupljali na molitvu i presvetu euharistiju. Izgradnja crkve započeta je 1998. godine. Nacrt nove podružne crkve napravio je Zlatko Čolić, dia. Interijer se uređuje od 2005. godine. Zvono je postavljeno također 2005. godine. Godine 2009. dobila je postaje križnoga puta te tri oltarne slike, djelo akademske slikarice Pavice Pirc.

## Vanjske poveznice
- Facebook Fotografija